# Miguel Beleza
Luís Miguel Couceiro [da Costa] Pizarro Beleza GCIH • GCM (Coimbra, 28 de abril de 1950 – Lisboa, 22 de junho de 2017) foi um economista português.

## Biografia
Era filho de José Júlio Pizarro Beleza (Póvoa de Varzim, Póvoa de Varzim, 29 de setembro de 1924 - 10 de março de 2012), Doutor, Grande-Oficial da Ordem do Infante D. Henrique a 24 de Fevereiro de 1961 e Grande-Oficial da Ordem Militar de Nosso Senhor Jesus Cristo a 2 de Setembro de 1961, sobrinho-tetraneto do 1.º Visconde de Bóbeda, e de sua mulher (28 de janeiro de 1948) Maria dos Prazeres Lançarote Couceiro da Costa (Porto, 23 de setembro de 1924 - outubro de 2010), bisneta por varonia dum primo em segundo grau do 1.º Barão do Paço de Couceiro, filha dum primo-irmão de Jorge Couceiro da Costa e prima em segundo grau de Francisco Manuel Couceiro da Costa, e irmão de Leonor Beleza, ex-ministra da saúde e ex-vice-presidente da Assembleia da República e actual presidente da Fundação Champalimaud, Teresa Pizarro Beleza, José Beleza e Maria dos Prazeres.

### Percurso académico
Economista licenciado pelo Instituto Superior de Ciências Económicas e Financeiras da Universidade Técnica de Lisboa em 1972, aos 24 anos partiu para os Estados Unidos para fazer um doutoramento em Economia, no Massachusetts Institute of Technology (MIT), que concluiu em 1979. Foi nesta condição que teve, como colegas, grandes nomes da economia mundial, como Ben Bernanke, ex-Presidente da Reserva Federal dos Estados Unidos e Lucas Papademos, ex-vice-presidente do BCE. Teve como professores Alfredo de Sousa e Paul Samuelson, Prémio Nobel da Economia em 1970. Publicou em 1978 no Journal of Development Economics um artigo sob o título "Input-Output Pricing in a Keynesien Model as Applied to Portugal" e tem como texto que mais o marcou um artigo de Gary Stanley Becker, reconhecido economista americano, Prémio Nobel da Economia em 1992, sob o título "Crime and Punishment: An Economic Approach", publicado em The Journal of Political Economy em Março-Abril de 1968. Foi professor associado e professor catedrático da Faculdade de Economia da Universidade Nova de Lisboa, onde era, à data da sua morte, Professor Associado Convidado. Foi consultor e diretor da revista Economia da Universidade Católica Portuguesa.

### Carreira profissional e política
Técnico assessor e técnico consultor do Banco de Portugal (1979-1987), responsável pelas relações de Portugal e Espanha no Fundo Monetário Internacional, em Washington (1984-1987), administrador de empresas e administrador (1987-1990) e 14.º governador do Banco de Portugal (1992-1994).
Foi ministro das Finanças do XI Governo Constitucional (1990-1991), período durante o qual impulsionou a criação da Comissão do Mercado de Valores Mobiliários e colaborou no processo de adesão de Portugal à União económica e monetária.
Enquanto governador do Banco de Portugal, geriu a desvalorização do escudo durante as perturbações cambiais de 1992 a 1993, causada pela agitação dos mercados financeiros que se reflectiu no Sistema Monetário Europeu. Em junho de 1994 demitiu-se do cargo de Governador por conflito com o então ministro das Finanças, Jorge Braga de Macedo. Em 2009 integra como membro o Conselho Consultivo do Banco de Portugal.
Faleceu a 22 de junho de 2017, na sua casa em Lisboa, vítima de paragem cardiorrespiratória.

### Condecorações
A 22 de agosto de 1991 foi agraciado com a Grã-Cruz da Ordem Nacional do Cruzeiro do Sul do Brasil, a 9 de junho de 1995 com a Grã-Cruz da Ordem do Mérito e a 28 de junho de 2005 com a Grã-Cruz da Ordem do Infante D. Henrique.

### Obras editadas
- 1990 Portugal and the Internal Market of the EEC (em parceria com)
- 1990 Implicit Taxes and Credit Ceilings: The Treasury and the Banks in Portugal (em parceria com)
- 1985 A Mão Invisível (em parceria com)
- 2001 Reflexões sobre o Endividamento
- 2002 Bênção ou Maldição (?)